# Živković Kosa
Živković Kosa is een plaats in de gemeente Vojnić in de Kroatische provincie Karlovac. De plaats telt 164 inwoners (2001).